# Sol (Marsovski dan)
Sol (posuđenica iz latinske riječi za Sunce) je sinodički dan na Marsu; odnosno Marsovski dan. Sol je prividni interval između dva uzastopna povratka Sunca na isti meridijan (vrijeme sinodičkog sata) kakav je vidio promatrač na Marsu. Jedna je od nekoliko jedinica za mjerenje vremena na Marsu. 
Sol je nešto duži od zemaljskog dana. Dug je približno 24 sata, 39 minuta i 35 sekundi. Marsovska godina iznosi približno 668 sola, što odgovara približno 687 zemaljskih dana.
Sol je izvorno usvojen 1976. godine tijekom misija Viking Lander i mjera je vremena koju uglavnom koristi NASA kada, na primjer, zakazuje upotrebu Marsovog rovera.

## Duljina
Prosječno trajanje ciklusa dan-noć na Marsu - tj. Marsov dan - iznosi 24 sata, 39 minuta i 35,244 sekunde, ekvivalentno 1,02749125 zemaljskih dana. 
Zvjezdano rotacijsko razdoblje Marsa - njegovo okretanje u usporedbi s nepokretnim zvijezdama - iznosi samo 24 sata, 37 minuta i 22,66 sekundi. Sinodički dan traje nešto duže zbog svoje orbite oko Sunca koja zahtijeva da se malo okrene oko svoje osi. 

## Upotreba kod sletača u računanju vremena
Kad sletač svemirske letjelice započne s radom na Marsu, Marsovski dani (solovi) koji su prolazili praćeni su jednostavnim numeričkim brojanjem. Dvije misije sletača Viking, Mars Phoenix, rover Curiosity i InSight brojile su sol na koji su sletjeli na Mars lkao "Sol 0". Očekuje se da će misija rovera Perseverance također računati sol slijetanja kao "Sol 0". Mars Pathfinder i dva Mars Exploration Rovera umjesto toga definirali su slijetanje kao "Sol 1". Općenito govoreći, odabir između brojenja od Sol 0 ili Sol 1 napravljen je tako da Sol 1 bude prvi sol sa "značajnim" ili "korisnim" operacijama sletanja. Dakle, sletači koji su se spustili kasno tijekom Marsovskog dana počeli su brojati solove od 0, dok su oni koji su sletjeli rano tijekom dana počeli brojati od 1. 
Iako su se misije slijetanja dva puta dogodile u parovima, nije učinjen napor da se sinkroniziraju brojevi solova dva sletača unutar svakog para. Tako su, na primjer, iako su Spirit i Opportunity poslani da istodobno djeluju na Marsu, svaki od njih računao datum slijetanja kao "Sol 1", stavljajući svoje kalendare približno 21 sola van sinkronizacije. 

## Pretvorba
Razmatrajući moguću kolonizaciju Marsa, postavilo se jedno pitanje "kako pretvoriti sol u standardno zemaljsko vrijeme?" U znanstveno-fantastičnoj seriji Marsovska trilogija Kim Stanley Robinsona, doseljenici na Marsu koriste se tradicionalnim zemaljskim satovima koji prestaju kucati u ponoć 39 minuta i 40 sekundi prije nego što nastave s računanjem vremena. To stvara nešto poput "vještičjeg sata" koji nadoknađuje vremensku razliku između sola i Zemljinog dana. 
Alternativnu ideju 1988. predložio je David Powell. U ovom slučaju satovi jednostavno rade sporije od onih na Zemlji, tako da njihove satne kazaljke dovršavaju dva ciklusa po jednom solu. Na primjer, 1 marsovska sekunda iznosi 1,027 zemaljskih sekundi, 1 marsovska minuta 61,62 Zemljine sekunde, a 1 marsovski sat 61 minutu i 36,968 Zemaljskih sekundi. NASA je jednom naručila prilagođene satove korištenjem ove metode.
Alternativna metoda je održavanje SI sekunde, ali podijeliti je u različite oblike. Zaokruženo na najbližu cijelu sekundu, u solu je 88775 SI sekundi; 88775 se faktorizira u 5×5×53×67,53 i 67, oba prosta broja, razumno su blizu 60, standardna seksagezimalna podjela sekundi u minuti i minuta po satu, dok je 5×5 = 25, broj blizak 24 sata u danu na Zemlji. Dakle, sustav sa solovima od 25 sati mogao bi koristiti sustav od 67 minuta - 53 sekunde ili sustav od 53 minute - 67 sekundi. Bilo kojem sustavu bile bi potrebne česte prijestupne sekunde (jedna otprilike svaka četiri sola) da bi se održala sinkronizacija s rotacijom Marsa. 